# Sumber Makmur (Darul Makmur)
Sumber Makmur is een bestuurslaag in het regentschap Nagan Raya van de provincie Atjeh, Indonesië. Sumber Makmur telt 333 inwoners (volkstelling 2010).